# Phruronellus formica
Phruronellus formica (Banks, 1895) è un ragno appartenente alla famiglia Phrurolithidae.

## Biologia
Questo ragno è mirmecofilo, cioè vive in associazione con le formiche; in particolare sono stati rinvenuti esemplari nei nidi di Crematogaster lineolata (Say, 1836); quando le formiche sciamano dai nidi in primavera i ragni si trovano già fra loro: tale coabitazione funziona in un modo non ancora ben noto

## Distribuzione
La specie è stata reperita in alcune località degli Stati Uniti orientali.

## Tassonomia
Al 2012 non sono note sottospecie e dal 1948 non sono stati esaminati nuovi esemplari.